# Кодру (Теленештский район)
Кодру (рум. Codru) — село в Теленештском районе Молдавии. Наряду с селом Мындрешты входит в состав коммуны Мындрешты.

## География
Село расположено на высоте 176 метров над уровнем моря.

## История
До 23 ноября 1965 года носило название Бешены. Наименование связано со словом бешен / бешень, которое являлось в раннемолдавском языке этнонимическим вариантом названия печенегов.

## Население
По данным переписи населения 2004 года, в селе Кодру проживает 673 человека (344 мужчины, 329 женщин).
Этнический состав села:
| Национальность | Число жителей | Процентный состав |
| -------------- | ------------- | ----------------- |
| молдаване      | 672           | 99,85             |
| румыны         | 1             | 0,15              |
| Всего          | 673           | 100 %             |